# Yubibō
Lo yubibō (指棒?, yubibō, bastone da dito) è un bastone giapponese, derivato dai più grandi bō hanbō. È solitamente lungo circa 6 sun ed è simile allo yawara. È stato utilizzato per la prima volta per i ninja del Giappone feudale perché facile da nascondere, ma molto efficace.
Lo yubibō è un'arma che appartiene al gruppo delle Kakushi Buki (armi nascoste), la sua origine può essere trovata nelle antiche scuole di jujutsu, come per esempio, la takenouchi-ryū, che chiamava quest'arma col nome di kashi-no-bō.
Dato che alcuni praticanti di jujutsu chiamano quest'arma yawara, bisogna dire che questo modo di chiamarla è scorretto. Il motivo è che è un'arma utilizzata in alcune scuole di jujutsu che a volte chiamano yawarajutsu l'allenamento con lo yubibō. Diventa quindi facile un'associazione di idee tra yawara e yubibō.
La forma dello yubibō è un bastone di circa 20cm, con due buchi che lo dividono in tre sezioni, a cui ci si riferisce con il nome di kontei per le sezioni più esterne e chukonbu per la sezione centrale. Nei buchi viene passata una corda dove inserire il medio e l'anulare, in questa maniera l'arma è sempre assicurata alla mano, permettendo di aprirla per effettuare tecniche che lo richiedano.
L'uso principale dello yubibō sono i jintai kyusho (punti di pressione), ma si possono realizzare anche tecniche di bloccaggio, leve articolari, strangolamenti, ecc.
Esistono altre due armi simili allo yubibō, queste sono il suntetsu, che si può definire una variante di 15 cm con anello nella parte superiore, dove viene inserito il medio, permettendo di cambiare la posizione dell'arma quando sia necessario (sul palmo o sul dorso della mano), e il te-no-uchi, che è simile allo yubibō, ma con una corda molto più lunga, con la quale si possono realizzare strangolamenti o immobilizzare l'avversario.